# Der Fischer von Galiläa
Der Fischer von Galiläa ist ein US-amerikanischer Spielfilm aus dem Jahr 1959. Er behandelt das Leben des Jesus-Jüngers Simon Petrus. Der Film beruht auf dem Roman The Big Fisherman von Lloyd C. Douglas.

## Handlung
Der junge arabische Prinz Deran, Sohn von König Zendi, begehrt Prinzessin Fara, Tochter von Herodes Antipas, doch sieht das Gesetz vor, dass nur Araberinnen reinen Blutes in die königliche Linie einheiraten können. Fara führt stattdessen eine Beziehung zu Prinz Voldi. Von Deran erfährt sie, dass Herodes Antipas ihre arabische Mutter zugunsten von Herodias verstoßen hatte. Wie ihre Mutter Arnon berichtet, waren Arnons Vater Aretas und Herodes eine Allianz gegen Rom eingegangen; daher wurde Arnon mit Herodes’ Sohn Herodes Antipas verheiratet. Herodes verstieß Arnon, als er Tetrarch von Galiläa wurde. Kurz nach Enthüllung der Wahrheit stirbt Arnon.
Um sich an Herodes Antipas zu rächen, geht Fara, als Mann verkleidet, nach Galiläa und will ihn töten. Prinz Voldi reist ihr hinterher, um sie zurückzuholen. Auf seiner Reise rettet er den römischen Prokanzler Menicus aus Cäsarea, der von drei Räubern überfallen wird. Aus Dankbarkeit hilft Menicus Prinz Voldi bei der Suche und rät ihm, sich an Magistrat David Ben-Zadok zu wenden.
Auf ihrer Reise wird Fara von Dieben ausgeraubt. Johannes der Täufer versorgt ihre Wunden und gibt ihr zu essen. Wenig später trifft sie auf die Fischer Simon Petrus und Johannes. Simon Petrus nimmt Johannes nicht ernst, der sich von seiner Begegnung mit einem neuen Prediger aus Nazareth beeindruckt zeigt. Simon Petrus jagt Johannes und dessen Bruder Jakobus fort; Fara wird seine neue Hilfskraft. Simon Petrus bringt sie zu Hannah, die schnell bemerkt, dass Fara eine Frau ist.
Inzwischen ist Herodes Antipas besorgt über die Unruhe im Volk, das neuen Propheten wie Johannes dem Täufer und dem Nazarener folgt. Herodias rät ihm, sich Freunde in Rom zu suchen, damit er statt Pontius Pilatus Statthalter von Judäa wird. Wenig später überlebt er einen Attentatsversuch.
Dank ihrer Griechischkenntnisse bekommt Fara eine Anstellung in Herodes Antipas’ Palast und übersetzt dort alte Prophezeiungen; sie lernt auch David Ben-Zadok kennen und kommt bei ihm unter. Inzwischen nimmt Menicus Prinz Voldi in Haft, damit er als Araber keine Attentate auf hohe römische Persönlichkeiten verüben kann; gleichzeitig verspricht er, ihn zu informieren, seine Agenten nach einem arabischen Jüngling suchen zu lassen. Fara wird Zeugin, als Herodes Antipas Johannes den Täufer verhaften lässt, als dieser ihm und Herodias ein lasterhaftes Leben vorwirft. Sie findet eine Möglichkeit, Kontakt mit ihm aufzunehmen, und bietet ihm ihre Hilfe zur Flucht an. Er lehnt jedoch ab und bittet sie, Jesus, den Nazarener, zu hören und zu glauben.
Fara kann Jesu Worte der Vergebung und Nächstenliebe nicht lange ertragen; Simon Petrus dagegen zeigt sich sichtlich berührt, als Jesus ein blindes Baby heilt, und lässt Johannes und Jakobus wieder bei sich arbeiten. Bald macht Jesus Simon Petrus, Andreas, Johannes und Jakobus zu seinen Jüngern.
Inzwischen ordnet Pontius Pilatus an, Prinz Voldi zu Deran zurückzuschicken. Dieser ist inzwischen nach Zendis Tod König geworden und leidet an einer Lähmung. Prinz Voldi widersetzt sich jedoch der Anordnung und setzt seine Suche fort. Nachdem Fara eine Möglichkeit, Herodes Antipas zu töten, knapp verpasst, erinnert sie sich an die Worte Jesu und an ihre Begegnung mit Johannes dem Täufer. Sie beschließt, den Täufer zu warnen, da Herodias seine Tötung verlangt, kann aber seine Hinrichtung nicht mehr verhindern.
Simon Petrus bewahrt Prinz Voldi vor der Verhaftung durch die römischen Soldaten und bringt ihn zu Fara. Ihre Wiedersehensfreude wird jedoch getrübt, als Menicus erneut erscheint und Prinz Voldi mitnimmt und ihn zu Deran bringt. Simon Petrus und Fara werden zu der im Sterben liegenden Hannah gerufen und sind erleichtert, als Jesus erscheint und sie wieder zum Leben erweckt.
Fara geht zu Herodes Antipas und gibt sich als seine Tochter zu erkennen. Als Fara erneut versucht, ihn umzubringen, erinnert sie sich an die Worte Jesu und fühlt sich befreit. Da Herodes Antipas durch die Hinrichtung Johannes’ des Täufers einen Volksaufstand verursacht hat, wird ihm unter Pontius Pilatus der Prozess gemacht.
Deran verlangt Fara zur Frau; erst dann werde er Prinz Voldi freilassen. Als er jedoch von den Heilkräften von Simon Petrus und Jesus erfährt, verspricht er, bei einer Heilung auf Fara zu verzichten und Prinz Voldi freizulassen. Als er trotz seiner Heilung nach Fara und Voldi suchen lassen will, bricht er tot zusammen; Voldi wird sein Nachfolger. Um Voldis Herrschaft nicht durch ihre Herkunft zu gefährden, bleibt sie nicht an seiner Seite, sondern bricht auf, um mit Simon Petrus Jesu Lehre zu verbreiten.

## Auszeichnungen
Bei der Oscarverleihung 1960 wurde der Film in den Rubriken Beste Kamera, Bestes Szenenbild und Bestes Kostümdesign für den Oscar nominiert.

## Kritiken
„Ausufernde volkstümliche Legendenverfilmung, nach einem Roman aus dem 19. Jahrhundert, dem die Versöhnung von Juden und Arabern am Herzen lag.“

## Einzelnachweis
1. ↑  Der Fischer von Galiläa im Lexikon des internationalen Films